# Ajaniopsis
Ajaniopsis là một chi thực vật có hoa trong họ Cúc (Asteraceae).

## Loài
Chi Ajaniopsis gồm các loài: